# Elecciones presidenciales de Kazajistán de 2022

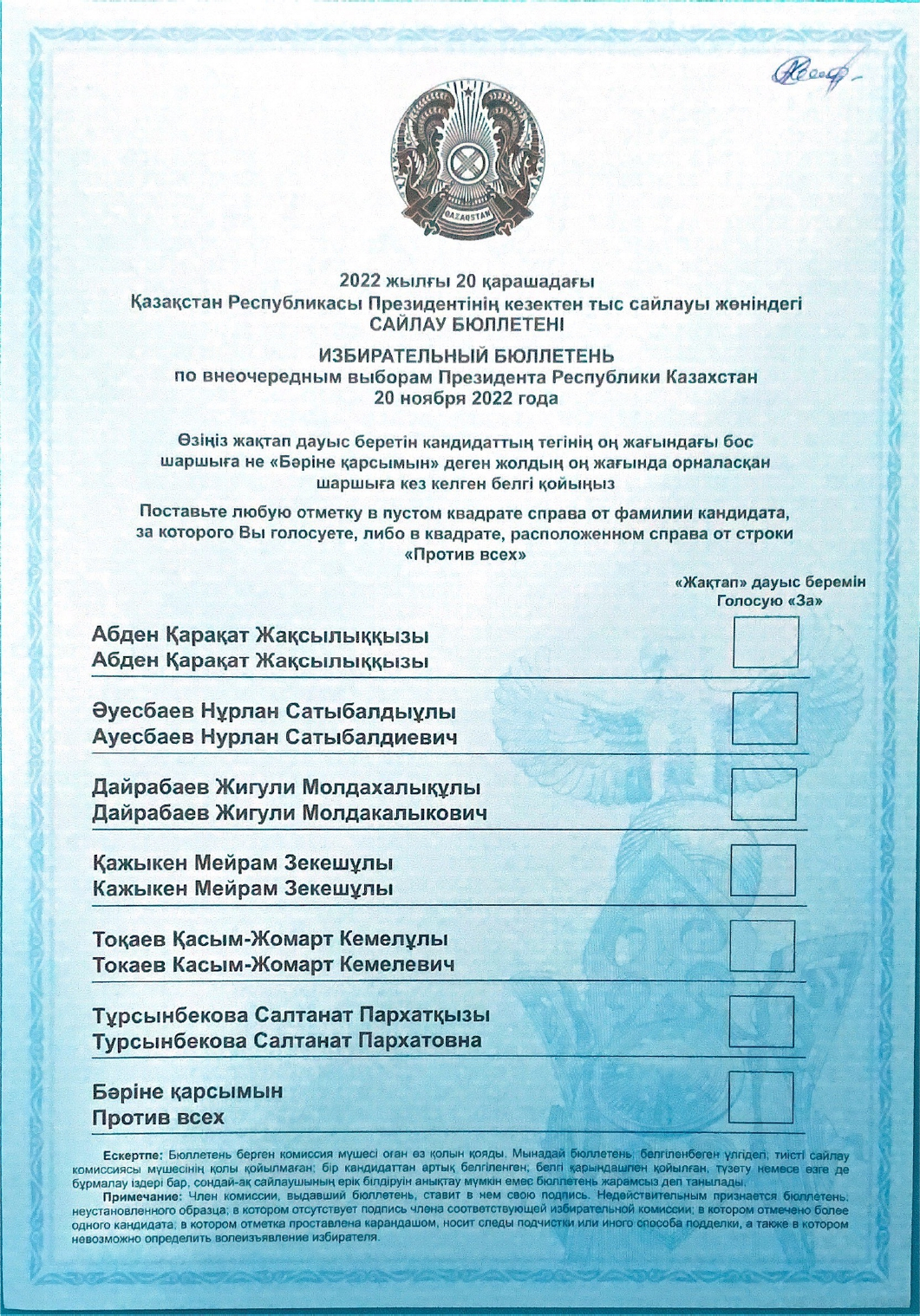
Boleta electoral de las elecciones presidenciales de Kazajistán de 2022

Las elecciones presidenciales de Kazajistán de 2022 se llevaron a cabo el 20 de noviembre de 2022 para elegir al Presidente de Kazajistán. Esta fue la séptima elección presidencial celebrada desde la independencia de Kazajistán en 1991 y la sexta elección anticipada consecutiva desde 1999.

## Antecedentes
Originalmente programadas para diciembre de 2024, el presidente Kasim-Yomart Tokaev —durante su discurso anual sobre el estado de la nación realizado en septiembre de 2022 luego de los disturbios de enero y el subsiguiente referéndum constitucional— pidió elecciones presidenciales anticipadas para el otoño de este año, además de aumentar el período presidencial a un mandato no renovable de siete años a través de una enmienda constitucional después de la votación. A partir de ahí, Tokaev también anunció su intención de postularse para la reelección en un segundo mandato de cinco años. Sin embargo, esto condujo a una confusión sobre las anteriores propuestas de Tokaev, con especulaciones de que la elección le permitiría servir más de dos periodos como presidente y, como resultado, el 12 de septiembre Tokaev apeló al Consejo Constitucional con su propuesta de siete años mediante la ley del mandato presidencial redactada por los legisladores del partido gobernante Amanat, para que esta pudiese ser adoptada antes de las elecciones. El 13 de septiembre, el Consejo Constitucional en una decisión falló a favor de la solicitud de Tokaev, y con la ratificación del Parlamento, las enmiendas propuestas el 17 de septiembre fueron convertidas en ley. Luego se fijó la fecha de las elecciones mediante un decreto presidencial el 21 de septiembre.

## Candidatos
Un total de 12 candidatos fueron nominados para la presidencia, pero solo seis cumplieron los requisitos necesarios para inscribir su candidatura. Tokaev fue apoyado por la Coalición Popular, una alianza electoral formada por los partidos políticos progubernamentales de Amanat, el Partido Democrático Ak Zhol y el Partido Popular de Kazajistán, así como diversas asociaciones públicas.
A Nūrjan Ältaev, ex parlamentario leal a Amanat y miembro de la dividida Coalición de Fuerzas Democráticas, se le prohibió postularse como candidato de la oposición después de que la asociación pública Mũqalmas lo encontrara falsificando el protocolo de su nominación presidencial, dejando así a Nurlan Auesbaev del Partido Socialdemócrata Nacional (que por primera vez participaba en una elección presidencial) como el único postulante de la oposición a Tokaev.
El listado completo de candidatos fue:
- Kasim-Yomart Tokaev (candidato independiente, apoyado por la Coalición Popular)
- Meiram Qajyken (Mancomunidad de Sindicatos "Amanat")
- Jiguli Dairabaev (Partido Democrático Patriótico Popular "Auyl")
- Qaraqat Äbden (Alianza Nacional de Trabajadores Sociales Profesionales)
- Saltanat Tūrsynbekova (QA–DJ)
- Nurlan Äuesbaev (Partido Socialdemócrata Nacional)

## Resultados
| Candidato                 | Candidato                 | Partido                           | Primara vuelta | Primara vuelta |
| Candidato                 | Candidato                 | Partido                           | Votos          | %              |
| ------------------------- | ------------------------- | --------------------------------- | -------------- | -------------- |
|                           | Kasim-Yomart Tokaev       | Independiente (Coalición Popular) | 6 456 392      | 81,31          |
|                           | Jiguli Dairabaev          | Auyl                              | 271 641        | 3,42           |
|                           | Qaraqat Äbden             | KÄQŪA                             | 206 206        | 2,60           |
|                           | Nurlan Äuesbaev           | JSDP                              | 200 907        | 2,53           |
|                           | Meiram Qajyken            | AKD                               | 176 116        | 2,22           |
|                           | Saltanat Tursynbekova     | QA–DJ                             | 168 731        | 2,12           |
|                           | Contra todos              | Contra todos                      | 460 484        | 5,80           |
|                           |                           |                                   |                |                |
| Votos válidos             | Votos válidos             | Votos válidos                     | 7 940 477      | 95,67          |
| Votos blancos y nulos     | Votos blancos y nulos     | Votos blancos y nulos             | 359 969        | 4,33           |
| Total                     | Total                     | Total                             | 8 300 046      | 100            |
| Abstención                | Abstención                | Abstención                        | 3 653 419      | 30,56          |
| Inscritos / participación | Inscritos / participación | Inscritos / participación         | 11 953 465     | 69,44          |